# Strenaphis elongata
Strenaphis elongata är en insektsart som först beskrevs av Baker, A.C. 1917.  Strenaphis elongata ingår i släktet Strenaphis och familjen långrörsbladlöss. Inga underarter finns listade i Catalogue of Life.